# Błażowa

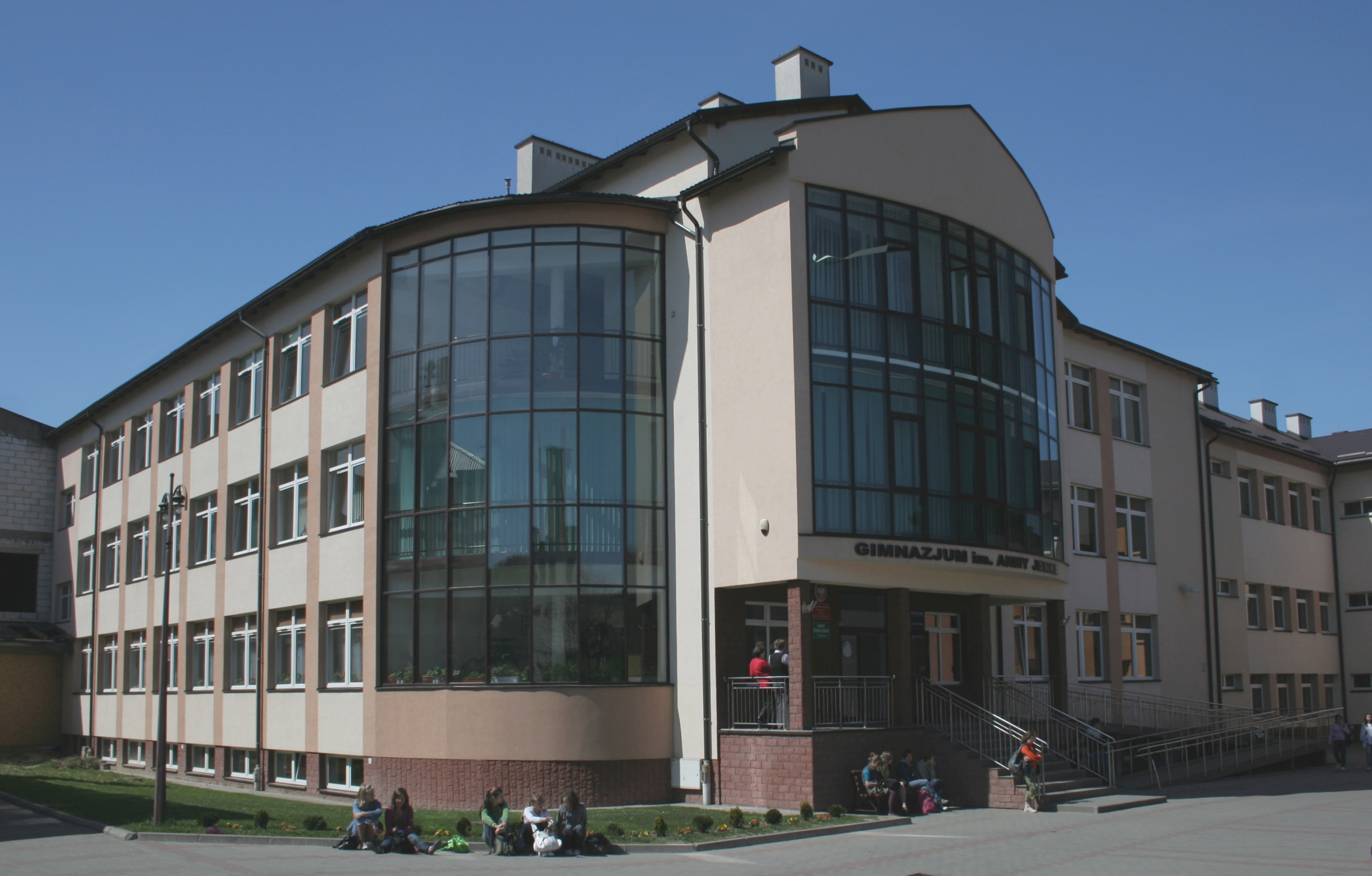
Gymnázium „Anny Jenke“

Błażowa (v jidiš בלאזשאוו‎, německy Blasow) je město v jihovýchodním Polsku v okrese Řešov v Podkarpatském vojvodství. Je sídlem stejnojmenné městsko-vesnické gminy. V roce 2024 zde žilo 2 096 obyvatel.

## Poloha
Błażowa leží v dynówském podhůří, rozkládá se kolem potoka Ryjak (na dolním toku nese jméno Strug), přítoku řeky Wisłok, v nadmořské výšce asi 230 m n. m..

## Historie
Název Błażowa (dříve Błażejowa) pochází od osobního jména Błaża (Błażej), což bylo pravděpodobně křestní jméno prvního vlastníka. Obec byla známá i jako Złotowieniec. Toto jméno jí měl dát podle legendy král Vladislav II. Jagello, který, když tudy projížděl, postřehl, že zde roste „zlatavé obilí“.
Území současné gminy Błażowa v minulosti leželo podél hranice mezi Červenou Rusí a Malopolskem. Na začátku 14. století bylo součástí Haličsko-volyňského knížectví. V roce 1340 oblast připojil k Haliči polský král Kazimír Veliký, který vytvořil „zemi sanockou“ (polsky ziemia sanocka, 1366) a „zemi přemyšlskou“ (Ziemia przemyska), a v oblasti založil také několik měst (Rzeszów 1354, Brzozow 1359, Tyczyn 1368). Vesnice Błażowa zůstala součástí „země sanocké“. V roce 1624 čelil celý region ničivému nájezdu Krymských Tatarů, situace se opakovala i v roce 1672. V letech 1655-56, během švédské invaze, byla Błażowa vypálena švédskými a poté transylvánsko-kozáckým vojskem. Další pohromu znamenala Severní válka. Není přesně známo, kdy Błażowa získala městská práva, pravděpodobně se tak stalo v někdy v období mezi lety 1770 a 1776.
V roce 1772, po prvním dělení Polska, byla celá „sanocká země“ anektována Habsburskou říší a stala se až do konce roku 1918 součástí Haliče.
Koncem 19. století byl postaven novogotický kostel zasvěcený svatému Martinovi a dvě nové synagogy.
V květnu roku 1907 postihl město požár, který za několik hodin zničil dřevěné budovy ve městě. Po této události byly budovy znovu postaveny v moderním stylu, ve středu obce byl ponechán prázdný prostor a byla postavena nová škola. V roce 1909 získala Błażowa pravidelné autobusové spojení s Řešovem. V roce 1910 byl u příležitosti 400. výročí bitvy u Grunwaldu odhalen památník králi Vladislavu II.
V období Druhé Polské republiky (1918-1939) patřila Błażowa do lvovského vojvodství. V roce 1937 byla jedním z center selského povstání (Wielki Strajk Chłopski). Během druhé světové války bylo město obsazeno německým Wehrmachtem. V oblasti operovala odbojová Zemská armáda.
V letech 1975 až 1998 město administrativně náleželo do tehdy existujícího Řešovského vojvodství.

### Židé ve městě

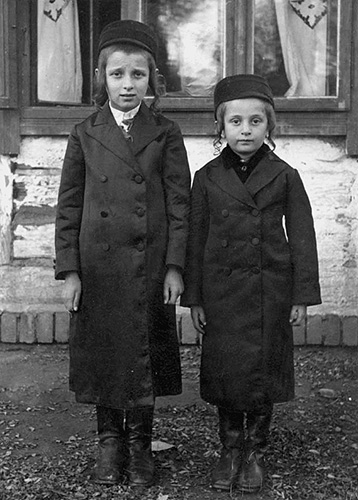
Dva židovští chlapci (kolem roku 1930) z Błażowé, oblečeni ve „svátečních šatech“ (pravděpodobně na svatbu nebo šabat). Fotograf neznámý. Oba pravděpodobně během holokaustu zahynuli

Błażowa byl štetl, tedy malé městečko s významnou židovskou komunitou. Počátky židovského osídlení sahají až do osmnáctého století. Ve dvacátých letech dvacátého století tvořili Židé asi 18 % obyvatel města. 26. června 1941 bylo kolem 930 Židů násilím přemístěno do řešovského ghetta. Připojili se tak k dalším Židům z okolních vesnic a s nimi sdíleli jejich osud. Někteří byli zastřeleni na řešovských ulicích, další deportováni do táborů nucených prací nebo zastřeleni v Glogówském lese, či mezi 7. až 18. červencem transportováni do Vyhlazovacího tábora Belzec, kde byli po příjezdu usmrceni v plynových komorách.

## Gmina
K městsko-vesnické gmině (polsky gmina miejsko-wiejska) patří kromě města Błażowa ještě následujících 9 obcí se starostenstvími (sołectwo):
- Białka
- Błażowa Dolna
- Błażowa Górna
- Futoma
- Kąkolówka
- Kąkolówka-Ujazdy
- Lecka
- Nowy Borek
- Piątkowa

## Doprava
Městem nevedou hlavní silnice. Asi sedm kilometrů severně od něj probíhá silnice 878 do Řešova, kde se napojuje na Evropskou silnici E40. Přibližně stejně vzdálena je od města i silnice 884, která vede jižně od města a spojuje Domaradz a Přemyšl. Nejbližším letištěm je Letiště Rzeszów-Jasionka, které je vzdáleno asi 26 kilometrů severně.

## Památky
- Zámek, původně klasicistní, z přelomu 18. a 19. století
- Novogotický farní kostel svatého Martina z konce 19. století
- Hřbitovní kaple z roku 1904
- Radnice, postavena v roce 1900
- Židovský hřbitov pocházející z 18. století

## Významné osobnosti
- Cwi Elimelech Szapiro (1841–1924) – v letech 1900 až 1914 městský rabín

### Rodáci
- Anna Jenke (1921-1976) – Služebník Boží, polská harcerka, pedagožka, spisovatelka
- Bogumił Krygowski (1905-1977) – polský geolog, geograf a geomorfolog
- Jakob Moneta (1914–2012) – odborář a novinář